# Melingoi

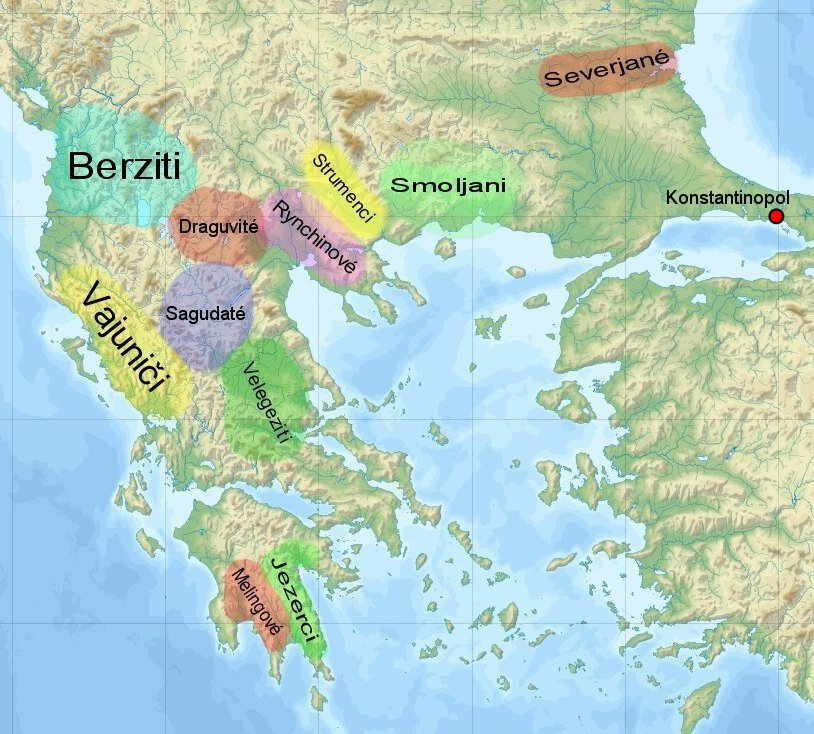
Utbredningen av Melingoi på medeltiden.

Melingoi, Milingoi eller Milingi (grekiska: Μηλιγγοί) var en sydslavisk stam som bebodde Peloponnesos i södra Grekland under medeltiden. Slaviska stammar började befolka Balkanhalvön i större skala efter att det att Bysantinska rikets försvar fallit vid Donau vid början av 600-talet och en del stammar bosatte sig då så långt söderut som Peloponnesos. Av dessa är två stammar, melingoi och ezeritai, kända vid namn genom senare källor. Båda stammarna var bosatta vid berget Taygetos västra sluttningar. Melingoistammens ursprung och stamnamnets etymologi är okänt.
Liksom ezeritai omnämns melingoi för första gången i De administrando imperio där det framgår att de båda stammarna hade revolterat och förlorat gentemot kejsare Romanos I Lekapenos. Som följd fick de betala en högre tribut. Under bysantinskt styre erhöll melingoi autonomi men antog kristendomen och blev med tiden helleniserade genom att anta det grekiska språket och grekiska kulturen.